# Ratusz w Lewinie Brzeskim
Ratusz w Lewinie Brzeskim – ratusz został wybudowany w 1838 roku w stylu klasycystycznym. Ulokowany na środku rynku, ratusz jest obecnie siedzibą Urzędu Miasta i Gminy w Lewinie Brzeskim.

## Historia
Pierwszy ratusz w Lewinie Brzeskim powstał już na początku XVI wieku. Była to budowla o konstrukcji szachulcowej, niekonserwowana uległa zniszczeniu w roku 1799. Obecny ratusz został wzniesiony w 1838 roku i dotrwał do obecnych czasów w niezmienionej formie.
Decyzją wojewódzkiego konserwatora zabytków z dnia 14 stycznia 1966 roku ratusz został wpisany do rejestru zabytków.

## Architektura
Wybudowana na planie prostokąta, murowana, klasycystyczna, piętrowa budowla posiada wysokie piwnice. Na środku elewacji frontowej znajduje się dwuosiowy ryzalit podzielony na parterze pilastrami, zakończony trójkątnym szczytem, pośrodku którego mieści się herb miasta umieszczony pośród stiukowej dekoracji roślinnej. Ryzalit znajduje się również na tylnej ścianie budynku. Ratusz pokryty jest dwuspadowym dachem z naczółkami z ceramicznej czerwonej dachówki. Na środku kalenicy mieści się kwadratowa wieżyczka z prześwitem, przykryta gontowym dachem zakończonym iglicą.

Ulokowany na środku rozległego rynku, ratusz jest obecnie siedzibą Urzędu Miasta i Gminy w Lewinie Brzeskim.

## Galeria

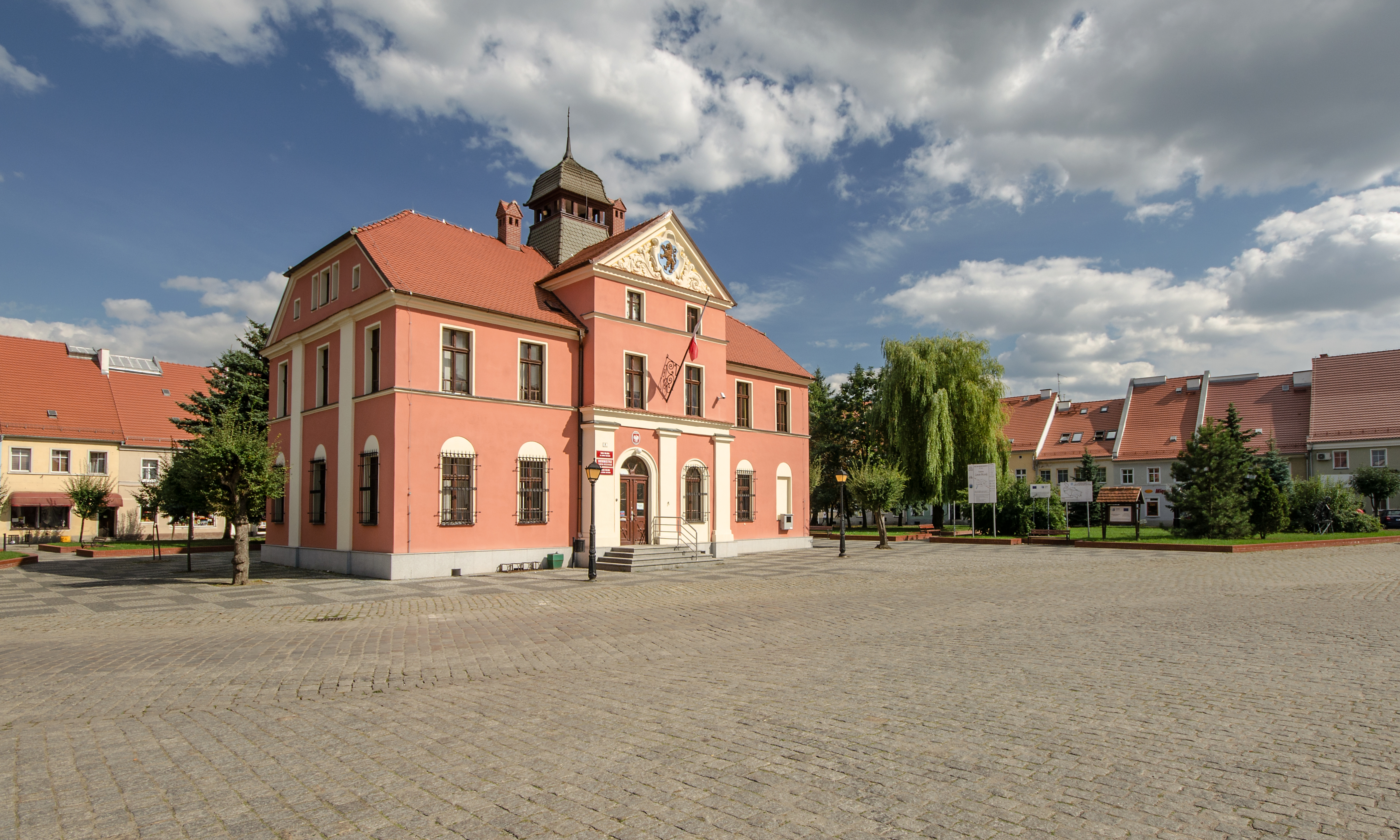
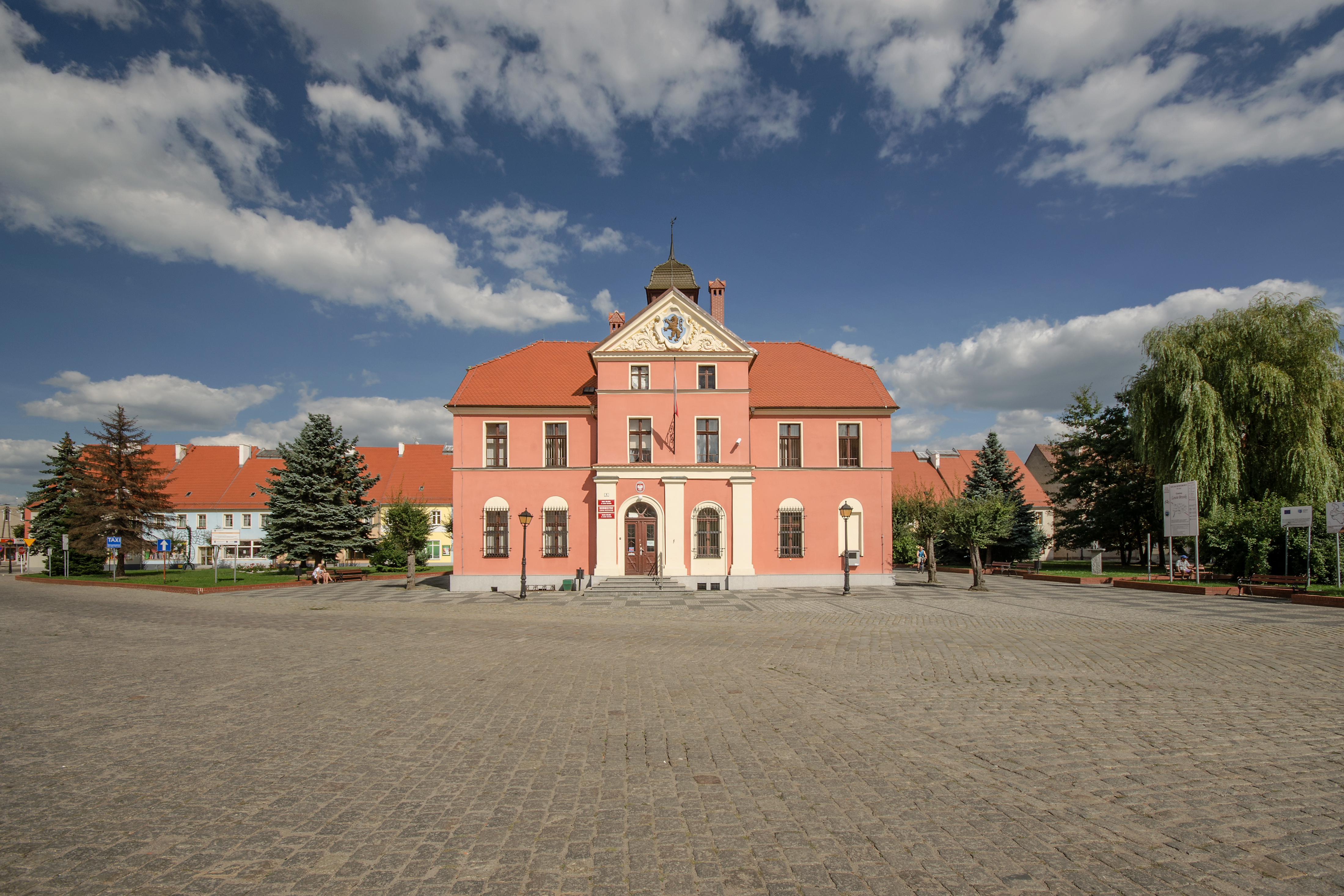
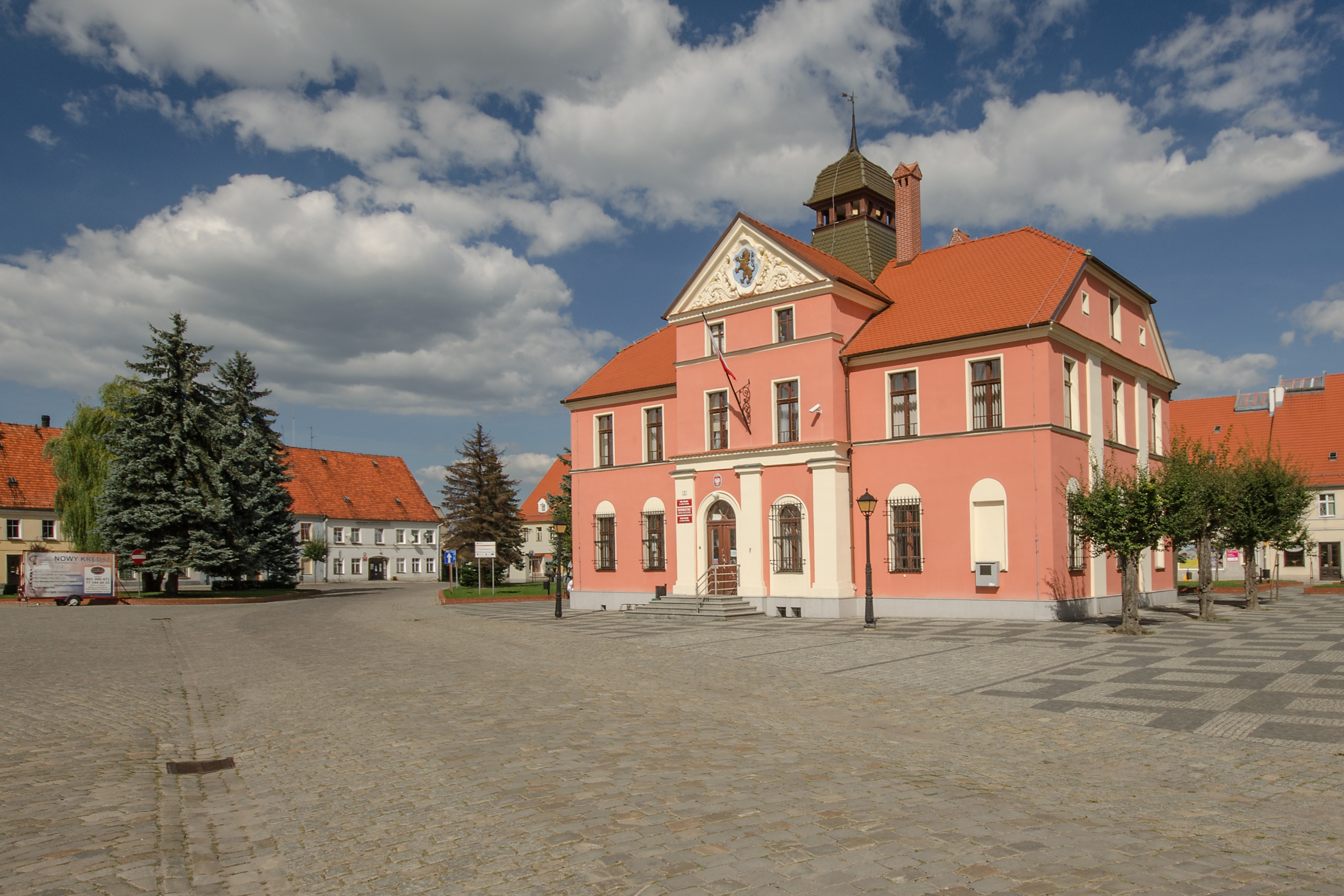